# (79360) Сила-Нунам
(79360) Сила-Нунам (лат. Sila-Nunam) — транснептуновый объект, являющийся двойным кьюбивано. Был обнаружен 3 февраля 1997 года Джейн Лу, Дэвидом Джуиттом, Чадом Трухильо и Юн Чен в обсерватории Мауна-Кеа, Гавайи. При регистрации открытия объекту было присвоено обозначение 1997 CS29. 4 мая 2004 года объект был включён в каталог малых планет под номером 79360. 9 января 2012 года объекту присвоено двойное название Сила-Нунам в честь эскимосского бога небес и стихии Силы и его жены — богини земли Нунам.

## Орбита
(79360) 1997 CS29 является классическим объектом холодного пояса и относится к классу кьюбивано. Объект находится почти точно в резонансе 4:7 с Нептуном.

## Физические характеристики
В 2010 году были проведены измерения теплового потока объекта с помощью телескопа Гершель. В результате этого, удалось произвести оценки его размеров — примерно от 250 до 420 км.
(79360) 1997 CS29 очень красный в видимом спектре и имеет нейтральный спектр в ИК-диапазоне. Полосы поглощения водного льда отсутствуют в ИК части спектра, и объект похож на Иксион.

## Двойной объект
На снимке, полученном 22 октября 2002 года при помощи телескопа Хаббл, Д. С. Стивенсон и Кейт С. Нул обнаружили у 1997 CS29 спутник. Объявление об открытии было сделано 5 октября 2005 года и спутник получил обозначение S/2005 (79360) 1. Его орбита расположена на расстоянии около 2300 км, и его орбитальный период равен 6 суток. Его диаметр примерно 292 км, то есть он почти такого же размера, что и (79360) 1997 CS29.